# Vagan (Šipovo)
Vagan (szerbül: Ваган) szerb falu Bosznia-Hercegovinában, Bosanska krajina területén, a Szerb Köztársaságban, Šipovo községben. 

## Fekvése
Bosznia-Hercegovina közép-nyugati részén, Banja Lukától légvonalban 70, közúton 100 km-re délre, községközpontjától légvonalban 16 km-re, közúton 19 km-re délkeletre, a Janj mellékvize, a Vaganac-patak völgyében és a környező dombokon található. Áthalad rajta a Šipovót Kuprešsel összekötő út.

## Népessége
| Nemzetiségi csoport | Népesség 1991 | Népesség 2013 |
| ------------------- | ------------- | ------------- |
| Szerb               | 159           | 91            |
| Bosnyák             | 0             | 0             |
| Horvát              | 0             | 0             |
| Jugoszláv           | 0             | 0             |
| Egyéb               | 1             | 0             |
| Összesen            | 160           | 91            |

## Története
A falu területe már a római korban is lakott volt, erről az itt talált, sziklába vésett felirat tanúskodik. A település középkori életéről tanúskodnak a középkori temető maradványai a jellegzetes stećak sírkövekkel. Ezek a sírkövek a kereszténység főáramlatának behódolni nem akaró, eredetileg Boszniában élő bogumilok díszesen faragott középkori sírkövei voltak. A legrégebbi ilyen sírkövek a 12. század második feléből származnak, de csak a 14-15. században terjedtek el Bosznia-Hercegovina, Szerbia, Horvátország és Montenegró területén.
A település 1878-ig tartozott az Oszmán Birodalomhoz, majd az Osztrák-Magyar Monarchia része lett. 1879-ben az első osztrák-magyar népszámlálás során a faluban 49 házat és 408 ortodox és 6 katolikus lakost számláltak. 1910-ben a településen 73 házat és 654 ortodox szerb és 6 muszlim lakost számláltak. A monarchia szétesésével 1918-ben előbb a Szerb-Horvát-Szlovén Királyság, majd 1929-től a Jugoszláv Királyság része. Jugoszlávia megszállása után a falu a Független Horvát Állam (NDH) része lett. 1945-től a település a szocialista Jugoszlávia része volt.
A településen az 1991-es népszámlálás adatai szerint 164-en éltek. A Bosznia-Hercegovinában zajló polgárháború idején a Visoko Krajina többi településéhez hasonlóan a Boszniai Szerb Köztársaság része volt. A területén 1995 szeptemberéig nem volt háborús hadművelet, ekkor azonban a település területét a Horvát Köztársaság fegyveres ereje megszállta. A horvát csapatok elől a lakosság elmenekült. A daytoni békeszerződés aláírása után a település a Szerb Köztársasághoz, azon belül Šipovo községhez került.

## Nevezetességei
- Határában, a Vitorog-hegység északi lejtőin 920 m tengerszint feletti magasságban, a Šipovo - Kupres főúttól mindössze 300 méterre található a Vaganska-barlang. A barlang felső-krétakori mészkőben alakult ki, egy egykori földalatti patak kövületi csatornájaként, amelyen keresztül a Kupreško polje (Mrtvica) vizeit vezette le a Janj-folyó forrása felé. A Vaganska-barlang hét teremből és járatból áll, amelyek nevüket a Šipova régió történelméből és hagyományaiból származó nevek alapján kapták: Pásztorterem, Lisičiji-csatorna, Simela Šolaja-galéria, Janjski-csatorna, Díszterem, Óriások csarnoka, Ponorski-csatorna és Rada Marijanca-terem. A főjárat hossza mintegy 200 méter, a végén nagy mennyiségű leomlott anyag és barlangi dísz található. Az összes járat teljes hossza 420 méter. A főjárat szélessége 8-10 m, magassága 1-15 m. A barlang rendkívül gazdag barlangi díszekben, számos cseppkő található és sztalagtit található benne, amelyek közül sok jelentős méretű. A barlang nagy területeit sztalagmitok és sztalagmitok borítják. Az 58 méter hosszú központi terem a barlangi díszek gazdagságával tűnik ki. Színeik a fehértől a vörösig (az oldott vas-oxidok miatt), a szürkéig és a feketéig (a mangán miatt) terjednek.[7] A barlang élőhelye több denevérfajnak is (Barbastella barbastellus, Myotis bechsteinii, Myotis emarginatus és Rhinolpphus ferrumequinum).

- Blizanci - római feliratos kő Caligula császár legátusának, Scriboniusnak az említésével, a földek felosztásáról és határaik meghatározásáról.[4]

- Mramor - középkori temető maradványai 9 db fennmaradt stećak sírkővel, melyek két csoportban, nyugat-keleti tájolással találhatók.[4]